# Obsjtina Kovatjevtsi
Obsjtina Kovatjevtsi (bulgariska: Община Ковачевци) är en kommun i Bulgarien.   Den ligger i regionen Pernik, i den västra delen av landet, 40 km väster om huvudstaden Sofia.
Obsjtina Kovatjevtsi delas in i:
- Kalisjte
- Sirisjtnik

Följande samhällen finns i Obsjtina Kovatjevtsi:
- Kovatjevtsi

Omgivningarna runt Obsjtina Kovatjevtsi är en mosaik av jordbruksmark och naturlig växtlighet. Runt Obsjtina Kovatjevtsi är det glesbefolkat, med 18 invånare per kvadratkilometer.